# Musée royal d'Art moderne à Bruxelles
Le musée royal d'Art moderne (en néerlandais : Koninklijk Museum voor Moderne Kunst) de Bruxelles, rebaptisé musée Modern (en néerlandais : Modern Museum), a conservé des œuvres de la fin du XVIIIe siècle jusqu'à la période contemporaine : peintures, sculptures et dessins. Il s'est situé dans la continuation logique de l'évolution artistique qui débute au musée royal d'Art ancien voisin. Il a fait partie des musées royaux des Beaux-Arts de Belgique (MRBAB). Il est fermé depuis le 1er février 2011.

## Polémique
Le musée d'Art moderne a fermé ses portes « définitivement » le 1er février 2011 malgré une vive opposition d'un nombreux public et d'artistes belges et étrangers. Le directeur du musée, Michel Draguet, a décidé unilatéralement d'en faire un musée XIXe siècle.
Cependant, le 1er février 2012, à l'issue d'une réunion avec le collectif musée sans musée, Paul Magnette, ministre fédéral de la Politique scientifique, a déclaré vouloir rendre les collections du musée d'Art moderne et contemporain de Bruxelles à nouveau accessibles au public en 2013. Mais, fin 2013, aucun musée d'Art moderne ou contemporain n'est prévu à Bruxelles.
Le musée est finalement remplacé par le musée Fin-de-Siècle, inauguré le 6 décembre 2013.

## Collections
- Pierre Alechinsky
- Francis Bacon
- Ben (Benjamin Vautier)
- Marcel Broodthaers
- Jean Brusselmans
- Giorgio de Chirico
- Gustave De Smet
- Roland Delcol
- Paul Delvaux : Nocturnes
- Dan Flavin
- Pierre-Louis Flouquet
- Lucio Fontana
- Asger Jorn
- Fernand Khnopff : Des Caresses (ou Le Sphinx, 1896)
- Gérard Laenen
- Karin van Leyden
- René Magritte
- Claes Oldenburg
- Constant Permeke
- Georges Vantongerloo
- Victor Servranckx
- Jean-Pierre Vielfaure
- Guillaume Vogels : Ixelles, matin pluvieux (1883), La neige, le soir (1886), Crépuscule sur le lac, La rue des chanteurs, Tempête de neige.
- Rik Wouters
- Roger Somville
- René Guiette

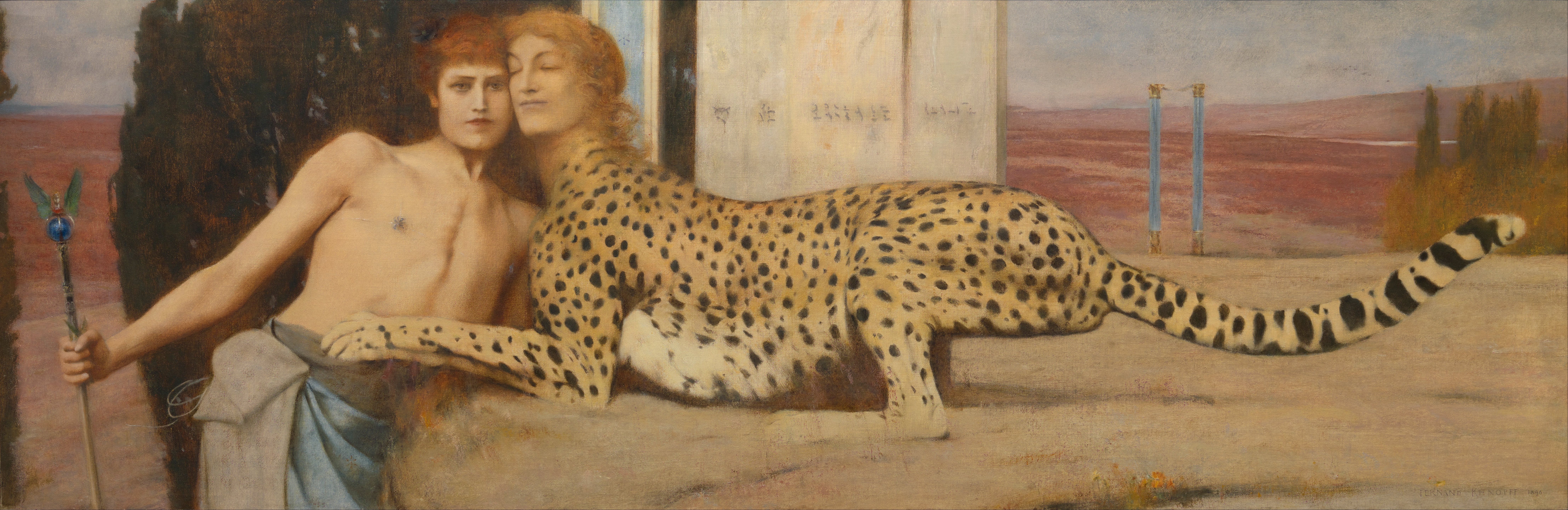
Caresses, de Fernand Khnopff

## Citation
« Je suis un ami de Michel Draguet et je l’ai en quelque sorte formé, mais je regrette sa décision de fermer le musée pour lequel je m’étais battu vingt ans. Il a agi, je crois, dans la précipitation et l’enthousiasme pour de nouvelles idées. Il a peut-être espéré susciter une telle réaction qu’on déciderait vite d’une autre implantation. Mais cela me rend d’autant plus triste que d’autres solutions étaient possibles. Il y a de vastes espaces dans les extensions du musée d’Art ancien, qui restent vides, faute d’être désamiantées par la Régie des bâtiments. On aurait pu y placer la collection Gillion Crowet et faire là les travaux nécessaires, gardant le musée d’Art moderne dans l’espace imaginé par Roger Bastin. »

— par Philippe Robert-Jones qui dirigea longtemps le musée des Beaux-Arts de Bruxelles